# 木材・プラスチック再生複合材
木材・プラスチック再生複合材 (Wood-plastic recycled composite, WPRC) は、木粉とプラスチックを原料とする木材・プラスチック複合材 (Wood-plastic composite, WPC)の一種である。日本ではWPCのうち、原料にリサイクルされた木質系原料やプラスチック原料を一定量用いたものを木材・プラスチック再生複合材（WPRC）と定義しており、市場のWPCのほとんどはWPRCである。

## 概要
WPRCの原料は、主にリサイクルされた木質系原料、プラスチック原料、その他各種添加剤などであり、各種材料を混錬し、成形するという方法により製造されている。日本では主に木粉と熱可塑性プラスチックが用いられている。また、JIS A 5741ではリサイクルされた木質系原料やプラスチック原料を、質量割合で40%以上用いたWPCを「木材・プラスチック再生複合材（Wood Plastic Recycled Composite, WPRC）」として定義されている。WPRCは、原料である木材とプラスチックの双方の性能を有しており、これらの配合率によって性能が変化することが知られている。
主な用途としては、デッキ材などのエクステリアである。
WPCは日本では90年代に製造・販売が開始され、前述のWPRCのJIS規格が2006年に制定されているなど、環境に配慮した材料として注目され、現在生産が活発である。国等による環境物品等の調達の推進等に関する法律（グリーン購入法）に基づく「環境物品等の調達の推進に関する基本方針」（平成30年2月9日閣議決定）において「木材・プラスチック再生複合材製品」が特定調達品目として指定された。またWPRCは、SDGsの達成に大きく貢献する素材として注目されている。

## 特徴
原料として木質原料とプラスチック原料とを用いていることから、WPRCを含むWPCは、木材とプラスチックの両方の性質を合わせ持っている。
また、JIS A 5741:2016「木材・プラスチック再生複合材」に適合するものは、次の特徴を有する。
１）高い環境性能
- 主要な原材料は、リサイクル材
- 使用後は、繰り返し原料として使用可能（多回リサイクル性を持つ）
- 廃棄物を原料として用いることで、省資源化、廃棄物削減に寄与する
- 原料として林地残材、間伐材等を用いることにより、森林保全、炭素固定等に役立つ
- WPRCのプラスチック材料の再生材比率が100%の場合、再生材比率が0%（バージン）の場合に比べ、GHG排出量を28%削減できることが明らかになっている。[3]

２）高い安全性
- ホルムアルデヒド放散量、有害物質溶出量等に関する安全基準を満たした安全素材
- とげ、ささくれが発生しない

３）安定品質による高い信頼性
- 環境配慮性、強度、耐久性、安全性等をクリアし、且つ押出し成形による安定した性能を持つ工業製品素材

４）メンテナンス容易な経済的製品素材
- 天然木材と比較して、寿命が長くトータルライフサイクルコスト削減可能な製品素材

## 性能
WPRCは、木材とプラスチックの双方の欠点を補っている。

### 木材とプラスチックそれぞれとの比較
| 木材と比較した WPRCのメリット - 耐久性が高い（腐朽に強い） - 乾燥による収縮が少ない - 必要な形を必要な長さで成型できる - 性能が安定している - マテリアルリサイクルが可能 | 木材と比較した WPRCのデメリット - 直射日光により、表面温度が天然木に比べて高くなる。 - 建築基準法上の建築物の構造材として使用できない。 - 釘打ちが難しい（衝撃に弱い） | 注記 - 硬さ、耐摩耗性、せん断強さ、圧縮強さは木材より優れている - 剛性、衝撃強さ、クリープ性能などは木材より劣る場合もある - 要求される性能によって注意を要する |
| プラスチックと比較したWPRCのメリット - 熱寸法安定性が高い - 剛性が高い - 木質感がある - 耐熱性能が高い                                                                   | プラスチックと比較した WPRCのデメリット - 吸水寸法変化が比較的大きい - 湿気がたまることにより、反りが発生する場合がある。                                              | |

### 耐候性
木材に比べると耐候性は良いが、表面の木質原料が紫外線により短期間で退色してしまい、顔料を入れると粉を吹いたようなチョーキング現象が起きてしまう。近年では、変色にはヒンダートアミン系光安定化剤（HALS）、チョーキングには紫外線吸収剤（UVA）の添加が効果的であることも報告されている。

### 木粉割合
曲げ強度および衝撃強さは木粉添加量により異なる。WPRCとほぼ同様の性質を持つWPCの木粉‐PP（ポリプロピレン）複合材において、相溶化剤としてマレイン化PPを添加すると、曲げ強度は木粉量の増加と共に向上する。
木粉割合３６～５０％のWPRCに対し、JIS　Z 2101に規定される耐腐朽性試験を行ったところ、カワラタケ、オオウズラタケの2種による質量減少率は全て0.00％であり、木粉割合に関わらず腐朽は認められなかった。

## 原料・製造方法
WPRCの原料は、木質系原料、プラスチック原料、その他各種添加剤などである。木質系原料には、木質系材料（木材や竹など）を微細化した木粉または木繊維が用いられる。プラスチック原料には、主に熱可塑性プラスチックが用いられ、具体的にはポリエチレン（PE）、ポリプロピレン（PP）、アクリロニトリル／ブタジエン／スチレン（ABS）、ポリ塩化ビニル（PVC）などが用いられる。その他各種添加剤として、相溶化剤、顔料、耐候剤、滑剤、充填剤などが原料として必要に応じて用いられる。
WPRCの製造は、一般に、各種原料を溶融・混合（混練）してコンパウンド化する「成形前工程」と、コンパウンドを成形する「成形工程」により行われる。
「成形前工程」で原料のコンパウンド化を行うことにより、成形中に供給される原料が均質化し、成形工程の条件や最終製品の品質・性能が安定するとされる。主な混練装置としてヘンシェル型のミキサーが用いられている。
「成形工程」は押出し成形、射出成形、プレス成形などにより行われる。その中で最も多く利用されているのは押出し成形であり、その装置として二軸押出し成形機が主に用いられている。木質系原料の含有率を増加させるとともにコンパウンドの溶融粘度が著しく増加するため、高トルクの成形機が必要になる。このように、WPRCの製造にあたっては、主原料である木質系原料とプラスチック原料の特性や配合を考慮して、装置を選択する必要がある。

## 用途・施工

### 用途
WPRCは木材と異なり、腐って折れてしまうことや、ささくれやトゲを発生しない特性が評価され、子供が走り回る幼稚園や小学校等の教育施設にデッキ材として使用されている。その他、水に強く、手入れが簡単であるという特性を生かし、多くの利用者が集まる商業エリアのデッキフェンスや外構フェンスに用いられている。また、施設の「和」のイメージを生み出すアクセントとして、外壁や門扉にルーバーとして用いられている。

### 施工
WPRCは成形により自由な断面設計が可能である特徴を生かし、部材を自在に組み合わせることでデッキやフェンスなど多様なエクステリアを製作することができる。専用の金具を使用して部材を固定する施工方法により、比較的簡易に短時間で組み立て・設置することができる。

## 分類・種類
木粉の充填率による分類
WPRCは木粉の充填率により概ね3種類に分類される。俗称ではあるが、木粉充填率が約30%未満を低充填ウッドプラスチック、30%以上70%未満を中充填ウッドプラスチック、70%以上を高充填ウッドプラスチックと称している。
低充填ウッドプラスチックは古くから内装用の押出成形製の建材を中心に、色彩的に木質の意匠を出すために木粉を添加している。中充填ウッドプラスチックはエクステリアへの利用を中心に、木の質感とフィラー充填効果による機能性の向上を目的に木粉を添加している。一般的に市場でWPRCと呼ばれているのは中充填ウッドプラスチックである。高充填ウッドプラスチックは現状大きな市場はないものの、プラスチックのように成形できる木材として注目を集めている。
しかし、使用する木質系原料やプラスチック原料の種類、成形方法等によって分類が若干オーバーラップする場合もあるため、充填率による分類はあくまで目安として考える必要がある。なお、木粉のサイズによっても充填性は異なるが、現状のWPRCにおいては100～500 µm程度の木粉を使用している。
成形方法による分類
WPRCの成形方法には、プラスチックの成形法方と同様に、押出成形、射出成形、プレス成形の3種類がある。押出成形はWPRCにおいて最も多く利用されている成形方法であり、日本におけるWPRCのほとんどがこの方法で製造されている。射出成形はプラスチックの成形方法としては最も一般的であるが、混錬型WPCにおいては木粉の充填率や使用する樹種の特性によって製造できるものとできないものとがある。プレス成形は、現在国内では開発中の技術であり、擬木の成形などに用いられる。また、この成形方法では木質系原料やプラスチック原料の種類等の制約は受けない。
木質系原料による分類
WPCに利用される木質系原料は、バージン木粉と木質系廃材を基にリサイクルされた木粉の2種類に大別され、そのうちリサイクルされた木粉を利用するものを特にWPRCと呼ぶ。リサイクルされた木粉のもととなる木質系原料には、建設・建築廃材、工場加工廃材、製紙廃材、除・間伐材、流木等があるが、これらの種類による用途の違いはほぼない。
プラスチック原料による分類
WPRCに利用されるプラスチックは、ポリエチレン、ポリプロピレン等のオレフィン樹脂が中心である。それぞれ成形性や耐熱性などの性質は異なるものの、現状ではメインの用途であるエクステリアにおいてプラスチック原料による用途の違いはほぼない。

## 歴史
1970年代：北欧のユージンクールマン社等では、プラスチック成形品に低コストのフィラー（増量材）として木粉を使用、その添加量を増すことで木質資源を有効利用しようとする研究が進められていた。これがWPCの歴史のはじまりである。しかしこの頃の技術では設備損耗が激しく製品化には至らなかった。同時期にこの技術は日本への導入も試みられている。しかしこれも同様の理由で産業化まで至らなかった。
1990年代：1992年にアメリカのモービルケミカル社（現トレックス社）が開発したWPCによる屋外用のデッキ製品が、産業化に成功した初めての例である。1993年に日本では内装用の製品としてWPCが初めて発売された。WPRCについては、1996年に原材料に40％以上のリサイクル材を使用したデッキ材等の屋外用製品群が発売されたのが最初である。
2000年代：2005年には廃木材と容器リサイクル樹脂を原料とした製品の生産が開始された。この原材料へのリサイクル材の含有率と表示については、2006年にJIS規格（JIS A5741 木材・プラスチック再生複合材）が制定されている。リサイクル材に関する規格は世界的に見ても日本独自の特徴と言える。
2020年代：2023年に一般社団法人サステナブル経営推進機構（SuMPO）が運営するSuMPO環境ラベルプログラムにおいて、エコリーフの認定PCR（名称：木材・プラスチック複合材、PCR番号：PA-249000-CA-01）が作成された。
日本ではWPRCは環境をキーワードとする追い風に乗って公共事業等に多く採用され、国内主要メーカーの生産量は2009年の19,505tから2021年時点では28,125tと拡大している 。
近年、WPRCの市場ではロープライスの中国製の製品が世界中を席巻しつつある状況であるが、この一方でWPRCのような環境配慮性の向上を掲げた製品や高機能化を掲げた製品など、付加価値の高い製品の市場も形成されつつある。この二極化の様相を呈する市場の流れに加え、企業の統廃合やグローバル化等、WPRCの市場は次のステージへと大きく展開していくことが考えられる。

## 標準化[15][16][17]
2006年：JIS規格（JIS A5741 木材・プラスチック再生複合材）を制定。
2010年：試験方法JIS A1456「木材・プラスチック再生複合材の耐久性試験方法」を制定。
2012年3月：JIS規格（JIS A5741 木材・プラスチック再生複合材）へ改定。
2015年：製品JIS A5742「木材・プラスチック再生複合材製品-デッキ組立製品」を制定。
2016年3月22日：JIS規格（JIS A5741 木材・プラスチック再生複合材）を改定。
2018年3月19日：ISO（国際標準化機構）は、木材・プラスチック再生複合材（WPRC）の仕様に関する国際標準「ISO20819:2018　Plastics — Wood-plastic recycled composites (WPRC)」を新しく発行。
2020年：「ISO 20819-1:2020　Plastics — Wood-plastic recycled composites (WPRC) — Part 1」へ改定。
2023年：「2023年： ISO 20819-2:2023　Plastics — Wood-plastic recycled composites (WPRC) — Part 2:Test methodsが新しく発行。

## 参考・引用文献
1. 1 2  JIS A 5741「木材・プラスチック再生複合材」（日本産業標準調査会、経済産業省）
2. ↑  “グリーン購入法について｜木材・プラスチック再生複合材普及部会”. wprc.info. 2022年12月14日閲覧。
3. ↑  Fuchigami, Yuki; Kojiro, Keisuke; Furuta, Yuzo (2020-01). “Quantification of Greenhouse Gas Emissions from Wood-Plastic Recycled Composite (WPRC) and Verification of the Effect of Reducing Emissions through Multiple Recycling” (英語). Sustainability 12 (6):  2449. doi:10.3390/su12062449. ISSN 2071-1050.
4. ↑  ウッドプラスチックの物性：木材工業，Vol.67-11, 2012 pp.504-506
5. ↑  ウッドプラスチックの耐久性：木材工業，Vol.67-11, 2012 pp.507-511
6. ↑  “木材・プラスチック複合材（WPC）の現状”. 木材保存 Vol.31-5:  pp.192-198. (2005).
7. ↑  “木材・プラスチック再生複合材の防かび及び耐腐朽性に関する検討”. 日本大学生産工学部第42回学術講演会. (2009).
8. 1 2  木材・プラスチック複合材料とその標準化動向：塑性と加工，Vol.55-2, 2014 pp.98-102
9. ↑  木材とプラスチックとの複合体開発の現状―木質材料の押出成形―：木材学会誌，Vol.49-6,2003 pp.401-407
10. 1 2 3  ウッドプラスチックの種類，用途：木材工業，Vol.67-11,2012 pp.470-474
11. 1 2 3 4 5  （公社）日本木材加工技術協会　木材・プラスチック複合材部会HP：ウッドプラスチックのしおり
12. 1 2 3  ウッドプラスチックの歩み：木材工業, Vol.67-11, 2012 pp466-469
13. ↑  https://ecoleaf-label.jp/pdf_view.php?uuid=377c8a23-dd9d-4f0e-a2b3-cd62992967b6.pdf&filename=PA-249000-CA-01_Wood-plastic%20Composite.pdf
14. ↑  （一社）日本建材・住宅設備産業協会 木材・プラスチック再生複合材普及部会：WPRCの市場規模
15. ↑  “役立つデータ集｜木材・プラスチック再生複合材普及部会”. wprc.info. 2022年12月14日閲覧。
16. ↑  14:00-17:00. “ISO 20819-1:2020” (英語). ISO. 2022年12月14日閲覧。
17. ↑   Plastics. Wood-plastic recycled composites (WPRC), BSI British Standards 2024年4月1日閲覧。